# Bioerosión

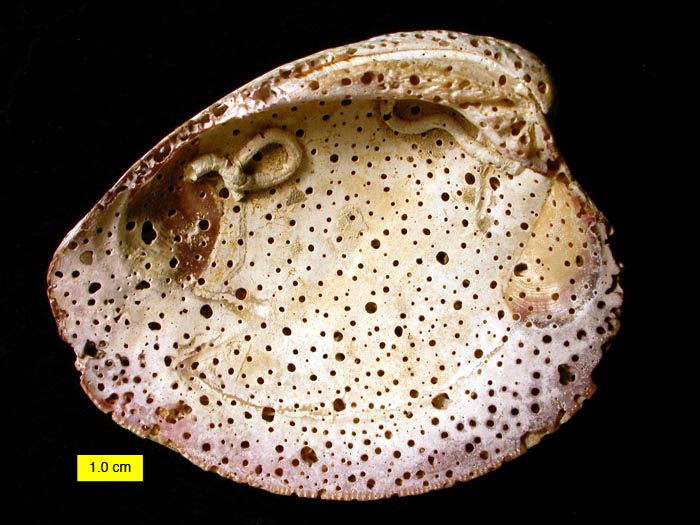
Perforaciones de esponjas (Entobia) e incrustaciones en una concha bivalva moderna, Carolina del Norte.

La bioerosión es la remoción de sustratos minerales o líticos por la acción directa de organismos vivos. Puede ocurrir tanto en el medio terrestre como marino. La bioerosión marina puede ser causada por moluscos, gusanos poliquetos, forónidos, esponjas, crustáceos, equinoides y peces; puede ocurrir en las costas, en los arrecifes de coral y en los barcos; sus mecanismos incluyen la perforación biótica, la perforación, y el raspado. En tierra firme, la bioerosión suele ser realizada por plantas pioneras u organismos similares a las plantas, como el liquen, y en su mayor parte es de carácter químico (por ejemplo, mediante secreciones ácidas en la piedra caliza) o mecánico (por ejemplo, mediante las raíces que crecen en las grietas) en la naturaleza. 

## Bioerosión en arrecifes coralinos
La bioerosión en los arrecifes coralinos es un proceso que influye directamente en sustrato arrecifal carbonatado depositado en forma de esqueletos por parte de organismos calcificadores como los corales hermatípicos o algas calcáreas. Determina la producción y transporte de sedimentos que caracterizan estos ecosistemas, incluida la arena fina y blanca característica de las playas tropicales. También influye directamente en el relieve del sustrato arrecifal, así como en la capacidad de crecimiento o acreción arrecifal, que depende no solo de la cantidad de carbonato de calcio producido y depositado por los organismos calcificadores (i.e., tasa conocida como producción bruta de carbonato de calcio), sino también de cuánto carbonato es retirado por procesos de erosión. Los organismos que erosionan son conocidos como bioerosionadores. Los cuales pueden catalogarse como internos o externos.  

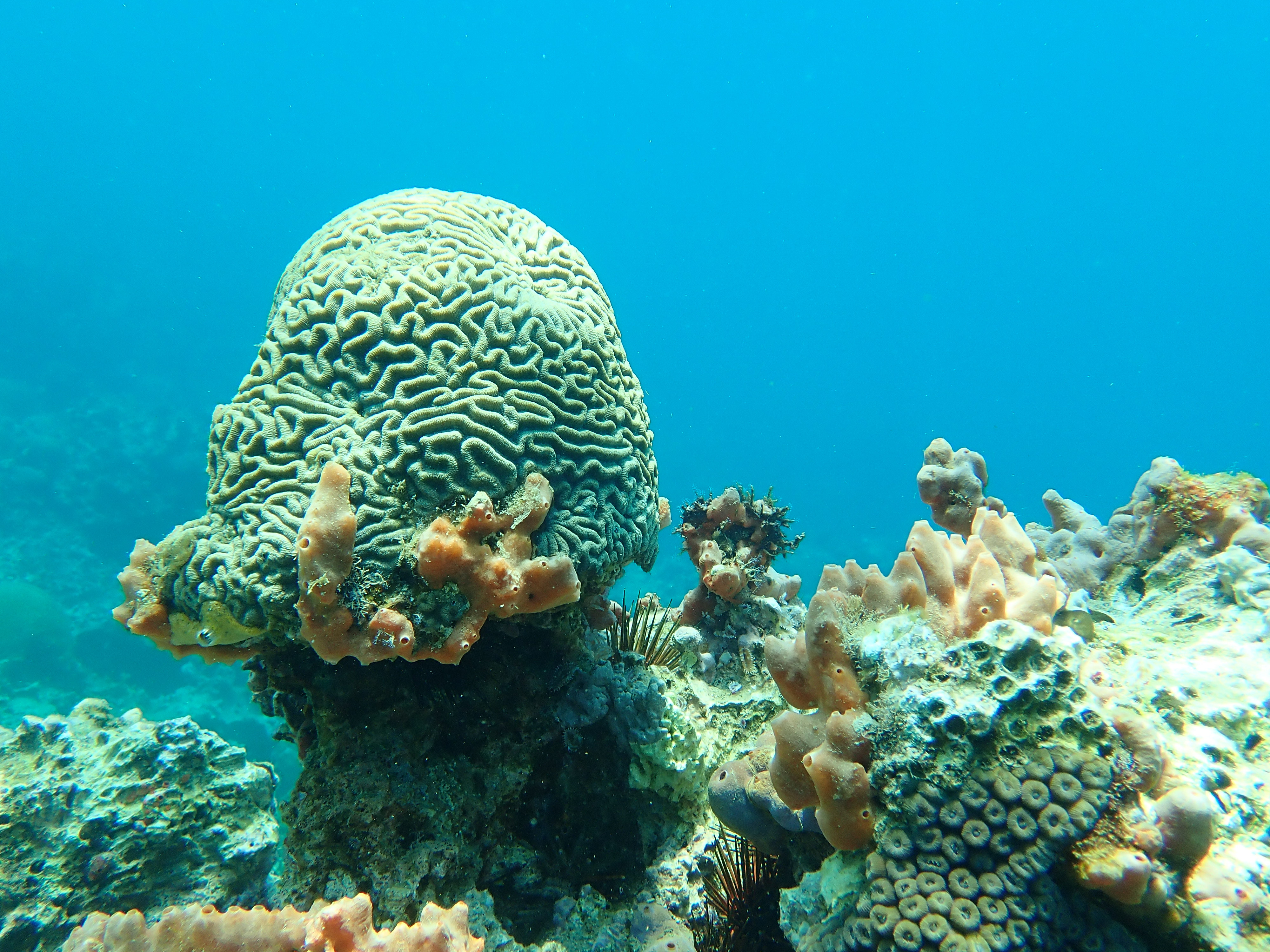
Erosión del sustrato arrecifal por erizos de mar

Por su capacidad de remover carbonato de calcio, los principales bioerosionadores internos incluyen esponjas erosionadoras como algunas especies del género Cliona, bivalvos como Lithophaga, poliquetos como Aspidosiphon sp., entre otros macrobioerosionadores; así como algunos microorganismos incluyendo cianobacterias como Plectonema terebrans, clorófitas como Ostreobium quekettii, hongos, foraminíferos, etc. A través de su actividad, estos organismos generan sedimento extremadamente fino con diámetros de 10 a 100 micrómetros.  
Entre los bioerosionadores externos se encuentran algunas especies de peces loro (Scaridae), que en arrecifes del Caribe pueden remover hasta el 70% de todo el carbonato erosionado al año. Una de las fuentes de alimento de estos peces son algas microscópicas que viven tanto en la capa superficial del coral, como en los primeros milímetros de este, por los que los peces loro muerden el coral (sobre todo corales muertos) para extraerlas. Esto, gracias a que poseen una dentadura fusionada a modo de pico, así como los músculos de la mandíbula bien desarrollados, y un molino faríngeo, para penetrar el sustrato arrecifal y extraer su alimento. Este grupo de peces es capaz de remover en promedio hasta cerca de 4 kg de CaCO3 m-2 año-1. Otro importante grupo de erosionadores son los erizos de mar como Diadema antillarum, así como especies del género Echinometra y Eucidaris. Se considera que hasta antes de la mortalidad masiva que sufrieron los erizos Diadema en la década de los 1980s estos organismos podían remover hasta más de 5 kg de CaCO3 m-2 año-1, mientras que los otros géneros de erizo removían hasta casi 4 kg de CaCO3 m-2 año-1. En los últimos años la bioerosión ha disminuido significativamente en varios sitios debido a la reducción de las poblaciones de los diferentes organismos bioerosionadores. Sin embargo, dado que la producción de carbonato de calcio también ha disminuido, la bioerosión mantiene un rol muy importante en los procesos que ocurren en estos ecosistemas.  
La bioerosión también es muy conocida en el registro fósil de conchas y suelos duros (Bromley, 1970), con rastros de esta actividad que se remontan hasta bien entrado el Precámbrico (Taylor & Wilson, 2003). La macrobioerosión, que produce perforaciones visibles a simple vista, muestra dos radiaciones evolutivas distintas. Una se produjo en el Ordovícico Medio (la revolución de la bioerosión del Ordovícico; véase Wilson & Palmer, 2006) y la otra en el Jurásico (véase Taylor & Wilson, 2003; Bromley, 2004; Wilson, 2007). La microbioerosión también tiene un largo registro fósil y sus propias radiaciones (véase Glaub & Vogel, 2004; Glaub et al., 2007).

## Bioerosiones debidas a depredaciones
Artículo principal: Oichnus
Un conjunto de bioerosiones de forma circular, que usualmente atraviesa de lado a lado el sustrato perforado se engloba en el icnogénero Oichnus. Se los halla normalmente en conchas de moluscos como bivalvos y gastrópodos, aunque también en cirrípedos, serpúlidos, escafópodos y otros organismos invertebrados. Las trazas de Oichnus, corresponden mayormente a actividades de depredación en las que el depredador perfora la conchilla de la presa para alimentarse de ella. De este modo, a partir del estudio de este tipo de marcas se puede abordar la investigación de la incidencia de las interacciones bióticas, en este caso, la depredación, sobre la biodiversidad y la evolución.

## Galería

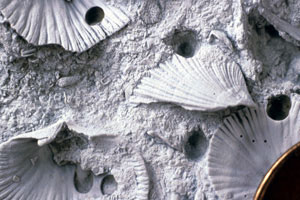
Taladros de Trypanites en un terreno duro del Ordovícico Superior, al sudeste de Indiana; véase Wilson y Palmer (2001).
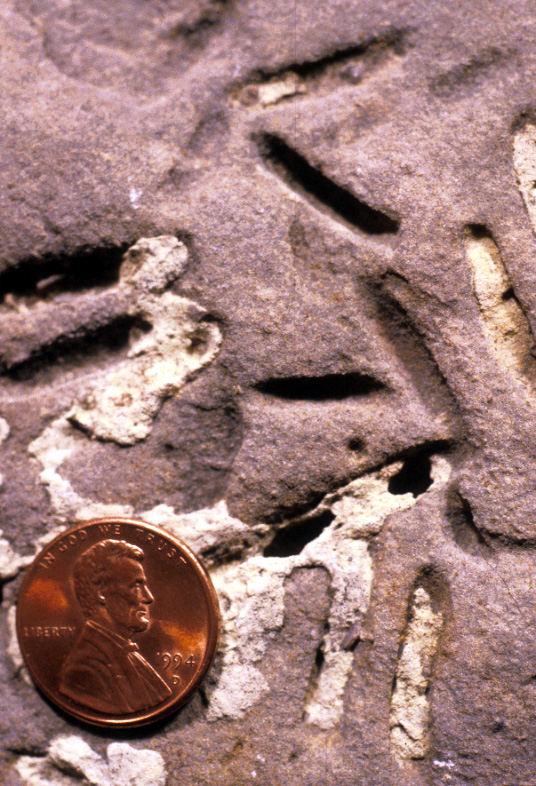
Perforaciones de Petroxestes en un terreno duro del Ordovícico Superior, en el sur de Ohio; véase Wilson y Palmer (2006).
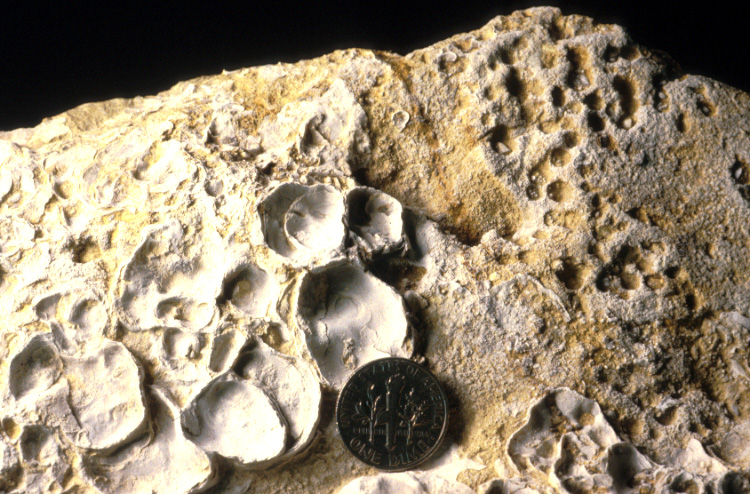
Perforaciones de Gastrochaenolites en un terreno duro del Jurásico Medio, al sur de Utah; véase Wilson y Palmer (1994).
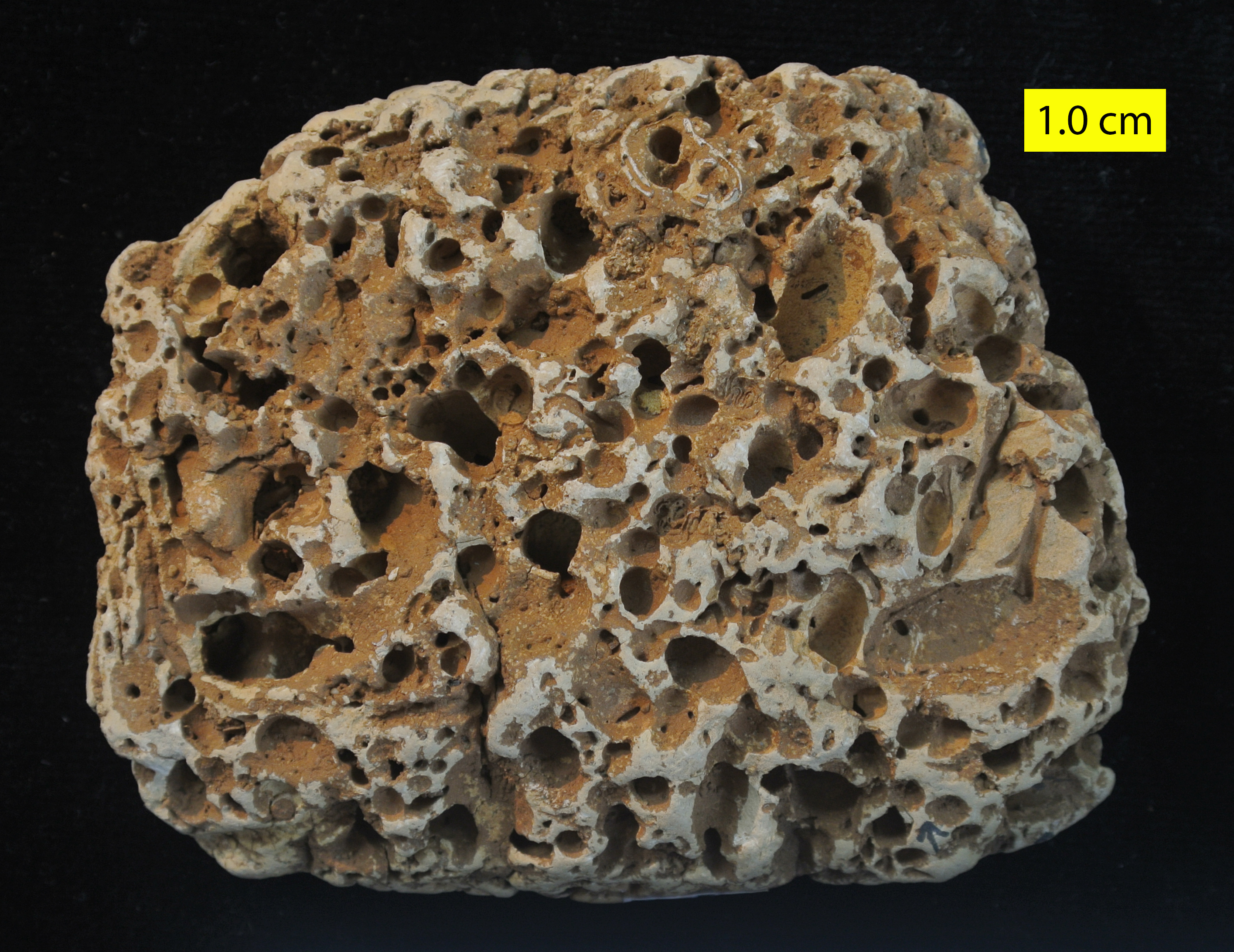
Numerosas perforaciones en una roca del Cretáceo, Faringdon, Inglaterra; véase Wilson (1986).
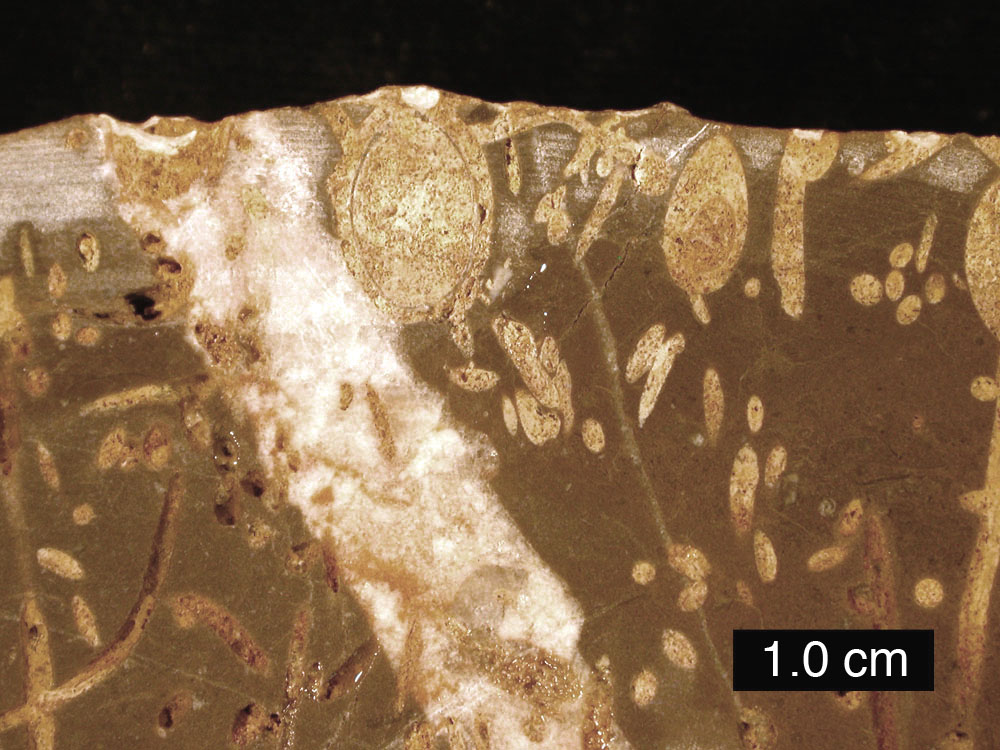
Sección transversal de un terreno rocoso del Jurásico; las perforaciones incluyen Gastrochaenolites (algunas con bivalvos perforadores en su lugar) y Tripanites; Mendip Hills, Inglaterra; barra de escala = 1 cm.
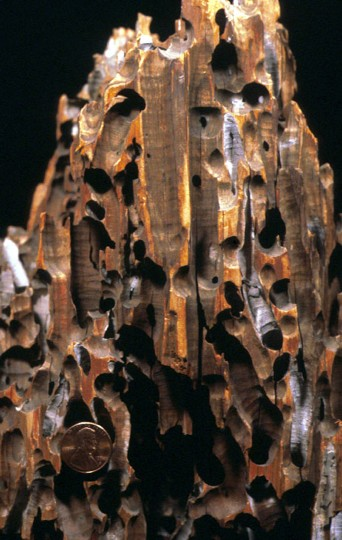
Teredolites taladrados en un muelle moderno; acción de los bivalvos conocidos como "gusanos de barco".
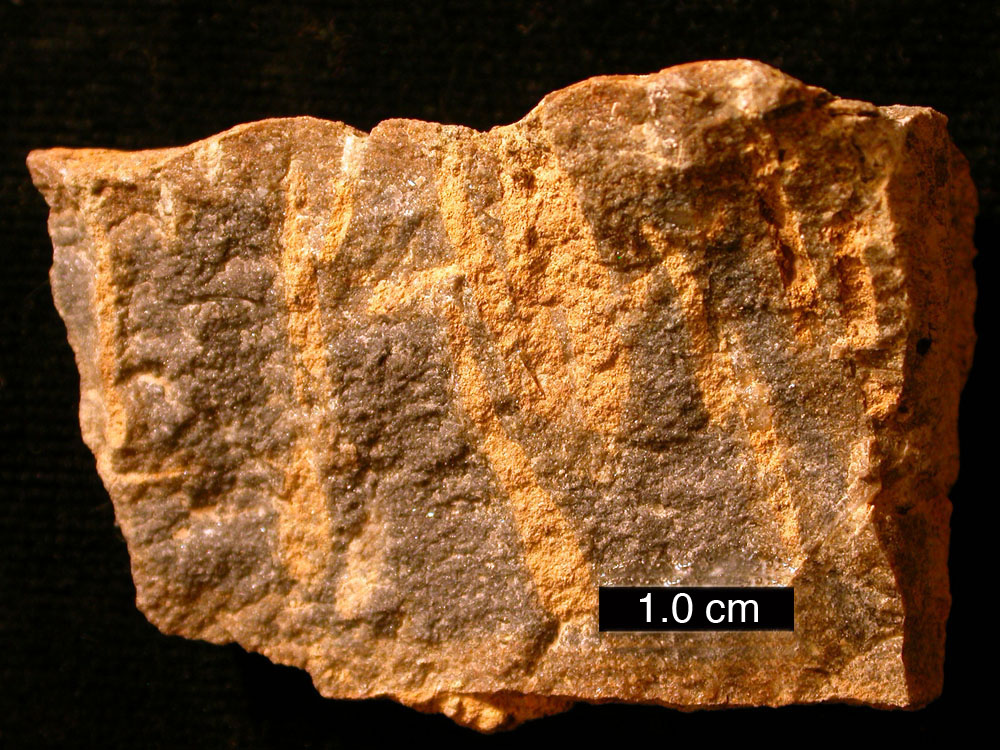
Sección transversal del suelo duro del Ordovícico con perforaciones de tripanitas rellenas de dolomita; sur de Ohio.
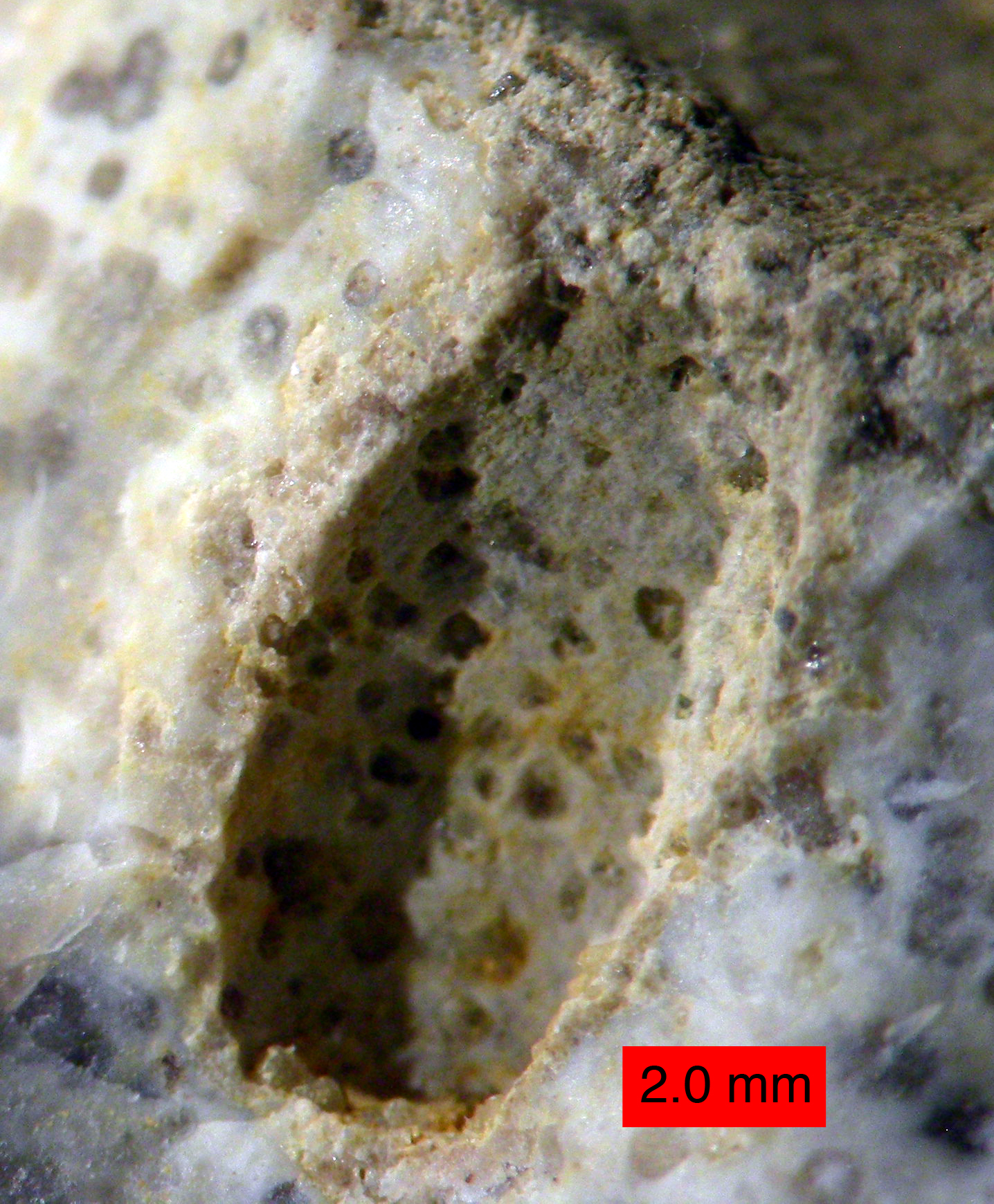
Gastrochaenolitas perforadas en un coral escleractínico recristalizado, Formación Matmor (Jurásico Medio) del sur de Israel.
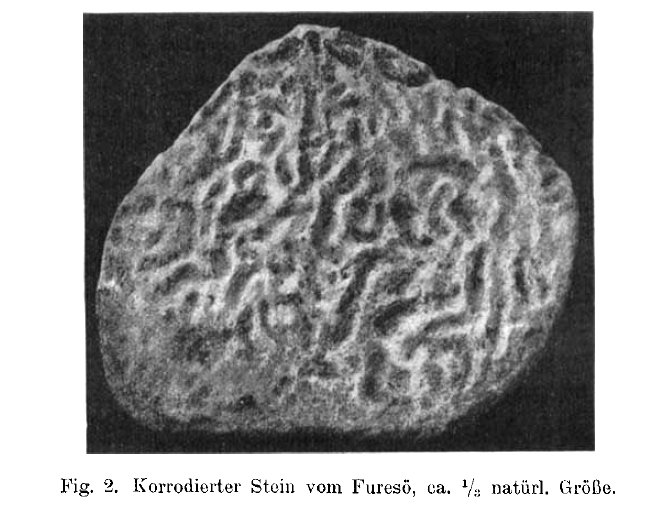
Perforaciones de Osprioneides  en un estromatoporoide silúrico de Saaremaa, Estonia; véase Vinn, Wilson y Mõtus (2014).
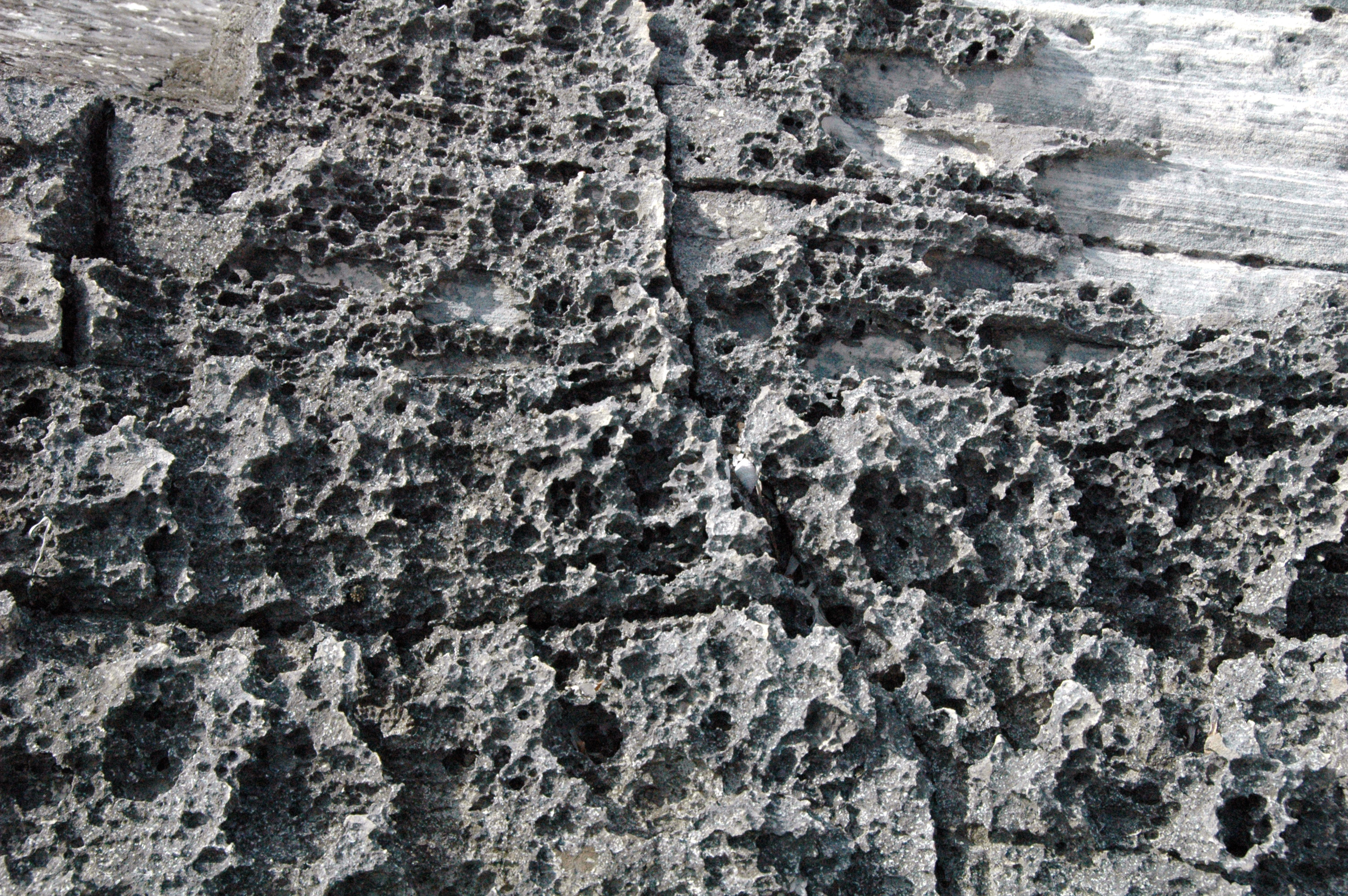
Gnathichnus pentax traza fósil en una ostra del Cenomaniano de Hamakhtesh Hagadol, al sur de Israel.
- Estructura geopétalica en perforación bivalva en el coral; concha bivalva visible; Formación Matmor (Jurásico Medio), sur de Israel.
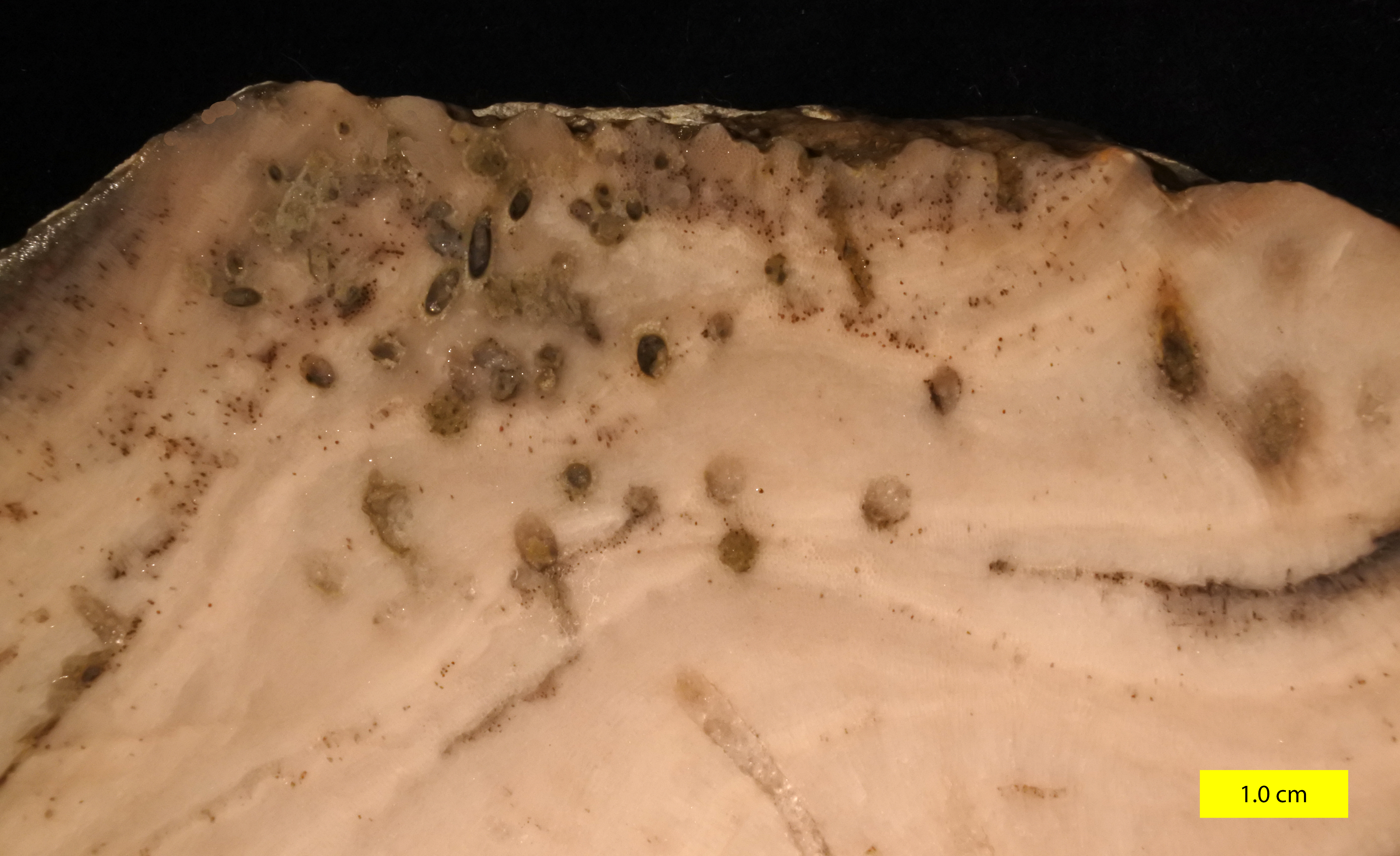
Taladros en un briozoario del Ordovícico Superior, Formación Bellevue, norte de Kentucky; sección transversal pulida.
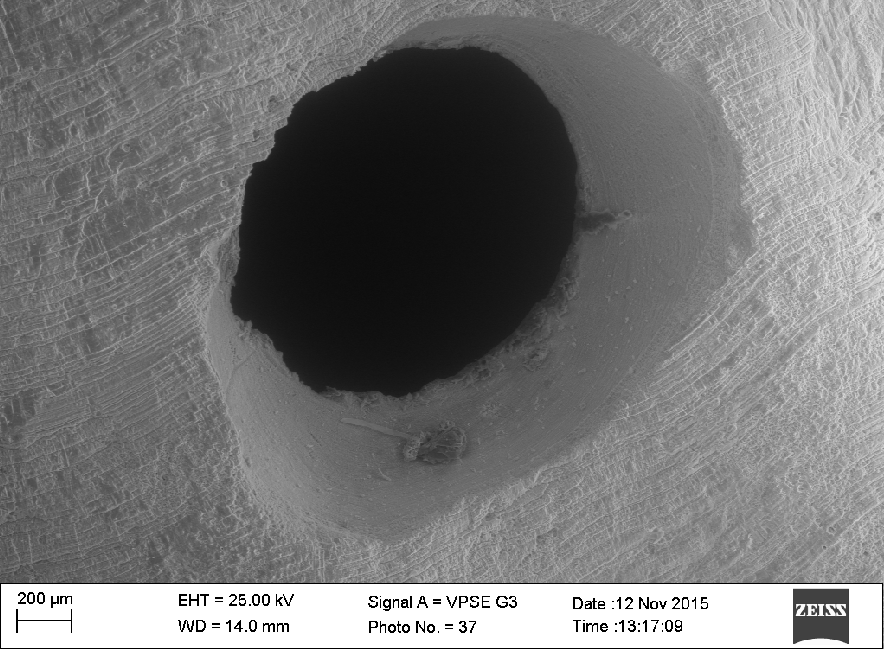
Perforación de depredación en valva de Nacella magellanica.
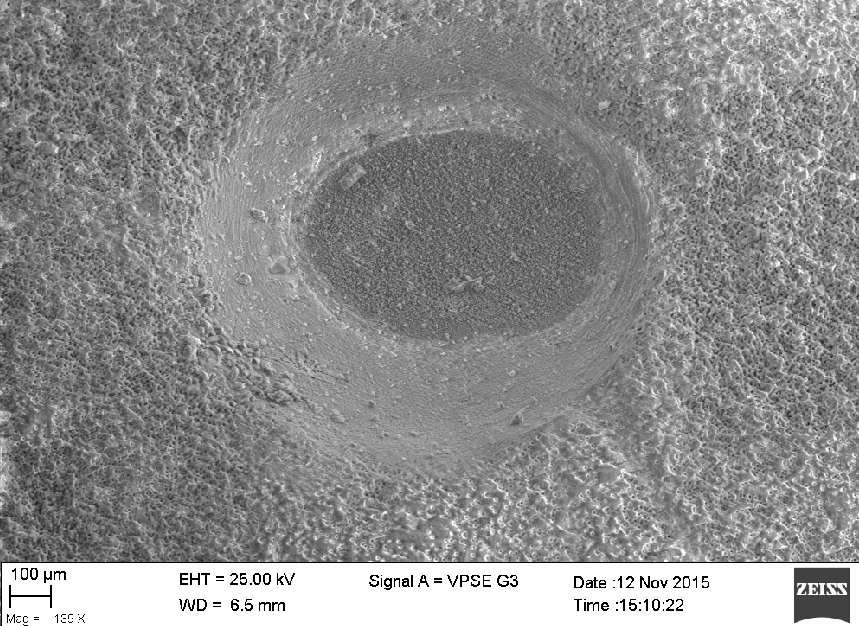
Ejemplar de la perforación de depredación Oichnus simplex incompleto en una concha de Nacella magellanica

## Otras lecturas
- Vinn, O.; Wilson, M.A. (2010). «Occurrence of giant borings of Osprioneides kampto in the lower Silurian (Sheinwoodian) stromatoporoids of Saaremaa, Estonia». Ichnos 17: 166-171. doi:10.1080/10420940.2010.502478. Consultado el 10 de junio de 2014.
- Vinn, O.; Wilson, M.A. (2010). «Early large borings from a hardground of Floian-Dapingian age (Early and Middle Ordovician) in northeastern Estonia (Baltica)». Carnets de Géologie 2010: CG2010_L04. doi:10.4267/2042/35594. Archivado desde el original el 17 de enero de 2020. Consultado el 10 de junio de 2014.
- Vinn, O.; Wilson, M.A.; Toom, U. (2015). «Bioerosion of Inorganic Hard Substrates in the Ordovician of Estonia (Baltica)». PLOS ONE 10 (7): e0134279. Bibcode:2015PLoSO..1034279V. PMC 4517899. PMID 26218582. doi:10.1371/journal.pone.0134279. Consultado el 21 de septiembre de 2015.